# Mihai Opriș (scenarist)
Mihai Opriș (n. 27 octombrie 1930, Botoșani, România – d. 30 mai 2021, București, România) a fost un producător de film, scenarist și scriitor român.

## Biografie
S-a născut la 27 octombrie 1930, în București. Căsătorit cu ing. Adriana-Elena Opriș. Fiul: Matei-Eugen Opriș, profesor. 
Părinți: Ștefan și Florina. Tatăl, comandant al Diviziei de Gardă în cel de-al doilea război mondial, animator cultural, ctitor, autor de lucrări de istorie militară. 
Bunicul matern, Ion Gh. Marinescu, autor de lucrări pedagogice, promotor al introducerii principiilor Școlii active în învățământul românesc. 
Bunicul patern, Ilie Opriș: militant al mișcării naționale din Transilvania, membru în comitetul societății Dacia Traiană a românilor ardeleni. O stradă bucureșteană îi poartă numele. Fratele său, prof. dr. Tudor Opriș, este un cunoscut poet, eseist și prolific autor de literatură științifică. Sursa: Who is who.
Mihai Opriș a absolvit Facultatea de Filologie din București în anul 1954, după care a lucrat, până în 1971 în redacția de scenarii a „Studioului Cinematografic București”.
Din 1971, până în 1990 a funcționat ca producător la „Casa de filme 5”, „păstorind” numeroase filme românești istorice sau cu acțiune contemporană.

## Filmografie

### Scenarist - filme de lung metraj (singur sau în colaborare)
- Haiducii (1966) - împreună cu Eugen Barbu și Nicolae Paul Mihail
- Răpirea fecioarelor (1968) - împreună cu Eugen Barbu și Dinu Cocea
- Răzbunarea haiducilor (1968) - împreună cu Eugen Barbu și Dinu Cocea
- Haiducii lui Șaptecai (1971) - împreună cu Eugen Barbu
- Zestrea domniței Ralu (1971) - împreună cu Eugen Barbu
- Săptămîna nebunilor (1971) - împreună cu Eugen Barbu și Dinu Cocea
- Parașutiștii (1973) - împreună cu Gheorghe Bejancu și Ladislau Tarco
- Stejar – extremă urgență (1974)
- Instanța amînă pronunțarea (1976) - împreună cu Dinu Cocea și Gabriel Iosif Chiuzbaian
- Ecaterina Teodoroiu (1978) - împreună cu Vasile Chiriță
- Iancu Jianu zapciul (1981) - împreună cu Vasile Chiriță și Dinu Cocea
- Iancu Jianu haiducul (1981) - împreună cu Vasile Chiriță și Dinu Cocea
- Recital în grădina cu pitici
- Acțiunea „Zuzuc” (1984) - împreună cu Aurora Icsari
- Cântec pentru fiul meu
- Bătălia din umbră
- Niște băieți grozavi (1988) - împreună cu Aurora Icsari
- Doi haiduci și-o crâșmăriță
- Melodii la Costinești
- Novăceștii (1988) - împreună cu Constantin Păun
- Liceenii în alertă (1993) - împreună cu George Șovu

### Producător
- Tudor (1963) - regia Lucian Bratu
- Haiducii (1966) - regia Dinu Cocea
- Diminețile unui băiat cuminte (1967) - regia Andrei Blaier
- Căldura (1969) - regia Șerban Creangă
- Prieteni fără grai (1969) - regia Paul Fritz-Nemeth și Gh. Turcu
- Facerea lumii (1971) - regia Iulian Mihu
- Frații (1971) - regia Mircea Moldovan și Gică Gheorghe
- Felix și Otilia (1972) - regia Iulian Mihu
- Aventuri la Marea Neagră (1972) - regia Savel Stiopul
- Explozia (1972) - regia Mircea Drăgan
- Veronica (1973) - regia Elisabeta Bostan
- Ciprian Porumbescu (1973) - regia Gh. Vitanidis
- Aventurile lui Babușcă (1973) - regia Gh. Naghi
- Veronica se întoarce (1973) - regia Elisabeta Bostan
- Duhul aurului (1974) - regia Mircea Veroiu și Dan Pița
- Ștefan cel Mare - Vaslui 1475 (1975) - regia Mircea Drăgan
- Cantemir (1975) - regia Gheorghe Vitanidis
- Mușchetarul român (1975) - regia Gheorghe Vitanidis
- Pintea (1976) - regia Mircea Moldovan
- Misterul lui Herodot (1977) - regia Geta Doina Tarnavschi
- Septembrie (1978) - regia Timotei Ursu
- Revanșa (1978) - regia Sergiu Nicolaescu
- Din nou împreună (1978) - regia George Cornea
- Rug și flacără (1980) - regia Adrian Petringenaru
- Am fost șaisprezece (1980) - regia George Cornea
- Burebista (1980) - regia Gh. Vitanidis
- Duelul (1981) - regia Sergiu Nicolaescu
- Plecarea Vlașinilor (1983) - regia Mircea Drăgan
- Un petic de cer (1984) - regia Francis Munteanu
- Ringul (1984) - regia Sergiu Nicolaescu
- Întoarcerea Vlașinilor (1984) - regia Mircea Drăgan
- Emisia continuă (1984) - regia Dinu Tănase
- Zbor periculos (1984) - regia Francisc Munteanu
- Moara lui Călifar (1984) - regia Șerban Marinescu
- Masca de argint (1985) - regia Gh. Vitanidis
- Declarație de dragoste (1985) - regia Nicolae Corjos
- Colierul de turcoaze (1986) - regia Gh. Vitanidis
- Cetatea ascunsă (1987) - regia Adrian Petringenaru
- Iacob (1988) - regia Mircea Danieliuc
- În fiecare zi mi-e dor de tine (1988) - regia Gh. Vitanidis
- O vară cu Mara (1989) - regia George Cornea
- Marea sfidare (1990) - regia Manole Marcus
- Liceenii Rock'n'Roll (1991) - regia Nicolae Corjos

- Procesul alb - regia Iulian Mihu
- Secretul cifrului - regia Lucian Bratu
- Împușcături pe portativ - regia George Grigoriu
- Sezonul pescărușilor - regia Nicolae Oprițescu
- Fair play - regia A. Szatmary
- Reconstituirea - regia Lucian Pintilie
- Nunta de piatră - regia Dan Pița
- Baladă pentru Măriuca - regia Titel Constantinescu
- Țapinarii - regia Ioan Cărmăzan
- Simpaticul domn R. - regia Ștefan Traian Roman
- Fantomele se grăbesc - regia Cristu Polucsis
- Domnișoara Aurica - regia Șerban Marinescu

## Volume de beletristică - singur sau în colaborare
- Auzit-ați d-un Jian? - roman
- La roata norocului - roman
- Soldații nu plang niciodată - roman
- Haiducii - roman
- Novăceștii - povestire istorică
- Neînfricații - povestire istorică
- Vioara de sticlă - roman
- Virginitate - roman
- A fost odată ca niciodată  - basm
- Operațiunea Margarete zwei - roman
- Ultima zi - remember: Dinu Cocea (sub pseudonimul Mihai Jipa)
- Se numește Cri - Cri - roman
- La crâșma Stanii - roman - 2 volume

În pregătire: 
- Batalia din umbră - roman